# Rundfunk

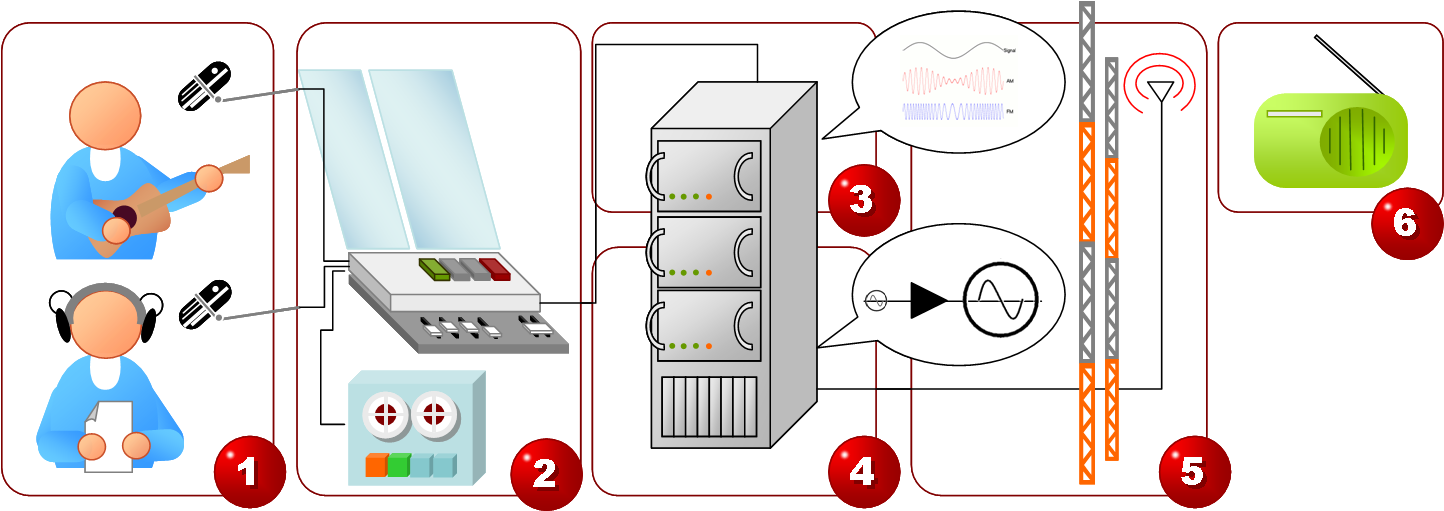
Schema des Sendevorgangs im Hörfunk

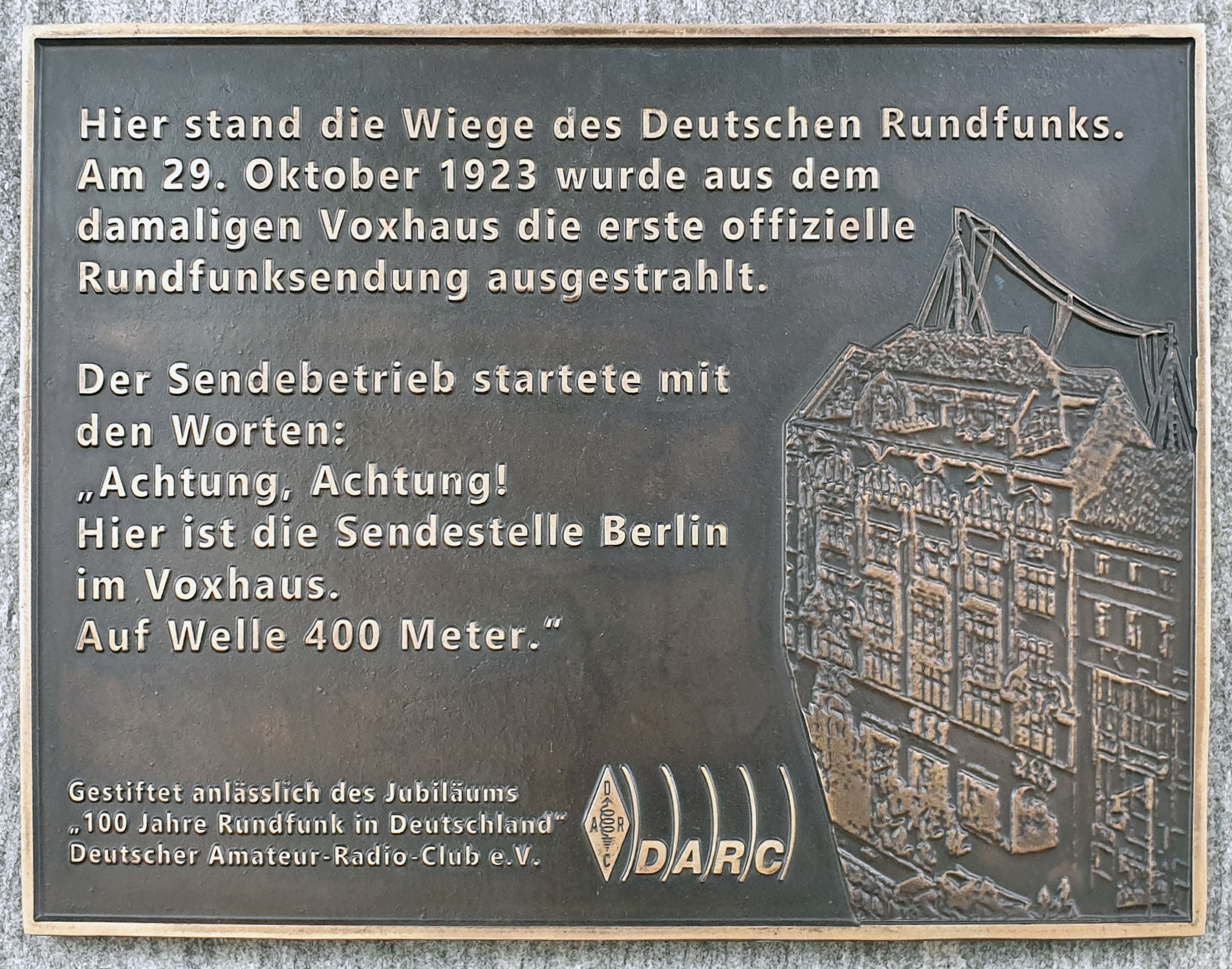
Gedenktafel am Potsdamer Platz 1, in Berlin-Tiergarten

Rundfunk ist als Informations- und Kommunikationsdienst die für die Öffentlichkeit und zum zeitlich unverzögerten (Echtzeit-)Empfang durch eine unbestimmte Vielzahl von Empfangsgeräten bestimmte Veranstaltung und Verbreitung von journalistisch-redaktionell gestalteten Angeboten in Bewegtbild oder Ton nach einem Sendeplan mittels Telekommunikation (§ 2 Abs. 1 Satz 1 MStV). Zum Rundfunk gehören insbesondere der (in Deutschland seit dem 29. Oktober 1923 bestehende) Hörfunk (Empfangsgerät: Radio) und das Fernsehen. Behörden in Deutschland stufen aber mittlerweile auch die Inhalte von Live-Streaming von Bild und Ton via Internet als Rundfunk ein.

## Begriffsinhalt
Den Begriff Rundfunk prägte der Radiopionier Hans Bredow im Jahr 1921 in einem Vortrag. Die Wortschöpfung geht auf das ursprüngliche Verfahren der drahtlosen Telegrafie zurück, die auch als Vorläufer der digitalen Übertragung angesehen werden kann (siehe auch Funktechnik).
Der Begriff Rundfunk ist kontextabhängig: Im medieninhaltlichen Sinn umfasst der Begriff die Inhalte von Radio und Fernsehen, allgemeiner aber alle Wege, die in gleicher Form in Echtzeit an viele Rezipienten übermittelt werden. Im Technikkontext ist der Begriff Rundfunk als unidirektionaler Verteilerdienst für Hörfunk- oder Fernsehprogramme definiert. Das Grundprinzip ist, mit einem Sender möglichst viele nicht individuell festgelegte Empfänger zu erreichen. Jeder kann Rundfunksendungen empfangen; gegebenenfalls sind sie aber verschlüsselt und nicht ohne vorherige Entschlüsselung vollständig verwertbar, auf jeden Fall sind Rundfunksendungen aber anonym nutzbar.
Rundfunkprogramme und einzelne Rundfunksendungen können auch via Internet empfangen werden, wenn sie ins Internet gestreamt werden, so dass im Prinzip jeder internetfähige Computer ein Rundfunkempfangsgerät im Sinne des Rundfunkstaatsvertrags oder auch des Rundfunkgebührenstaatsvertrags war. Auf die technischen Aspekte des Streamens (z. B. multicast) kommt es dabei nicht an, sondern nur darauf, dass die Angebote an die Allgemeinheit gerichtet sind und „nicht zeitversetzt“, also nur in Echtzeit abgerufen werden können. Technisch handelt es sich bei einer solchen Übertragung über das Internet allerdings nicht mehr um Rundfunk, da Streams gezielt angefordert werden müssen und somit keine anonyme Nutzung mehr vorliegt (da zumindest die eigene IP-Adresse übermittelt werden muss). Dadurch ist es Anbietern und ggf. Regierungen möglich, Nutzerstatistiken zu erstellen, was bei Rundfunk sonst nicht möglich ist. Ebenfalls kann das Angebot leicht durch Eingriffe wie Geoblocking oder politische „Firewalls“ eingeschränkt werden.
Politisch und rundfunkrechtlich relevant ist die Definition von Rundfunk besonders bei Regulierungsaspekten. Der Übergang zu den Telemedien ist fließend: wo der Rundfunk endet (Bagatellrundfunk), beginnen jene.
Die Bezeichnung Rundfunk bedeutet nicht, dass Rundfunksender stets über Antennen mit Rundstrahlcharakteristik verfügen, sondern dass die Informationen ohne Trägermedium und ohne im Einzelnen festgelegte Empfänger verbreitet werden. In allen Rundfunkbereichen – von der Langwelle bis zur Ultrakurzwelle – werden zur besseren Versorgung bestimmter Gebiete teilweise Richtstrahlantennen verwendet. Dies wird für die entsprechenden Standorte im Rahmen von Frequenzkoordinationen (wie sie in internationalen Abkommen, zum Beispiel dem Genfer Wellenplan von 1984 definiert sind) festgelegt. Weiterhin gibt es Sendeanlagen, insbesondere im Langwellen- und Mittelwellenbereich, die zu bestimmten Zeiten (meist tagsüber) mit Rundstrahl- und nachts mit Richtstrahlantenne arbeiten.

## Strukturelemente
Hauptstrukturelemente von Rundfunk sind Organisation, Verbreitungstechnik und Produktion. Diese können, müssen aber nicht in einer Hand zusammenfallen.

### Organisation
Im Mittelpunkt steht die Organisation, der Rundfunkveranstalter. Er betreibt ein oder mehrere Rundfunkprogramme und gestaltet dabei den Ablauf der einzelnen Hörfunk- und Fernsehsendungen. Rundfunkveranstalter sind insbesondere
- öffentlich-rechtliche Rundfunkanstalten (Deutschland: Landesrundfunkanstalten, ZDF, Deutschlandradio (DLR), Deutsche Welle (DW); Österreich: Österreichischer Rundfunk (ORF))
- andere nichtkommerzielle Rundfunkeinrichtungen (Schweiz: SRG; Deutschland: „dritte Säule“ wie private freie Radios oder Hochschulradios sowie offene Kanäle/Bürgerrundfunk von Vereinen oder Landesmedienanstalten)
- kommerzielle Privatsender.

Der Dualismus von nichtkommerziellem und kommerziellem, d. h. auf Gewinnerzielung angelegtem Rundfunk findet seinen Niederschlag im dualen Rundfunksystem. Rundfunkanstalten und Landesmedienanstalten entstehen als Anstalten des öffentlichen Rechts mit entsprechendem Auftrag durch Gesetz. Private Anbieter (einschließlich Hochschulen und Religionsgemeinschaften) bedürfen der Zulassung oder Anzeige; zuständig sind insofern die Landesmedienanstalten in Deutschland, die KommAustria in Österreich bzw. das Bundesamt für Kommunikation (BAKOM) in der Schweiz.
Besondere Rechtsgrundlagen haben die als Soldatensender verbliebenen ausländischen Rundfunkveranstalter in Deutschland: American Forces Network (AFN) und British Forces Broadcasting Service (BFBS) in Art. 60 Abs. 5 des Zusatzabkommens zum NATO-Truppenstatut, die beiden Anlagen des International Broadcasting Bureau (IBB) in einem Abkommen mit den USA.
Dem Sendeunternehmen steht ein dem Urheberrecht verwandtes Leistungsschutzrecht zu.

### Verbreitungstechnik
Die analoge oder digitale Verbreitung erfolgt über
- terrestrische Sender (Frequenzen zwischen 0,15 und 1500 MHz)
- Kabel (87 bis 860 MHz; früher: Drahtfunk)
- Satellit (Downlink 10.700 bis 12.750 MHz, Uplink 12.075 bis 18.100 MHz)
- oder Internet.

In der Nachkriegszeit wird die Rundfunkanlage vergrößert und modernisiert, um die Zuverlässigkeit der Übertragung zu gewährleisten und längere Pannen zu vermeiden.

Für die internationale Koordinierung der Frequenzbänder und ihrer Rundfunkfrequenzen ist die Weltfunkkonferenz der Internationale Fernmeldeunion (ITU) zuständig.
Die terrestrische Verbreitung lag ursprünglich bei den Postverwaltungen, heute teilweise bei den Rundfunkveranstaltern, teilweise bei privaten Anbietern (etwa Media Broadcast, Österreichische Rundfunksender (ORS), Swisscom). Sie bedarf der Zuweisung von Übertragungskapazitäten bzw. der Frequenzzuteilung.
In Westdeutschland wurden die Sendeanlagen nach dem Zweiten Weltkrieg von den Besatzungsmächten der Post entzogen und den Rundfunkanstalten zugewiesen, weshalb auch heute die Landesrundfunkanstalten in Westdeutschland noch über eigene Sendeanlagen verfügen. Anders ist die Lage bei den später gegründeten Rundfunkanstalten (Deutschlandfunk (DLF), ZDF, Dritte Programme), wo zunächst wieder die (Bundes-)Post zuständig war, oder in Ostdeutschland, wo die Sendeanlagen der Post nach der Wende privatisiert wurden.
Über eigene Sendeanlagen verfügen auch die ERF-GmbH (für Europe 1), das IBB (für Radio Free Europe (RFE/RL) und Voice of America (VoA)) sowie teilweise AFN und BFBS.
Eine weitere Marktöffnung brachte ab 2016 eine Regulierungsverfügung der Bundesnetzagentur gegen die Media Broadcast als marktbeherrschendes Unternehmen. Im ersten Quartal 2016 wurden alleine durch den neuen Anbieter Uplink Network über 100 UKW-Frequenzen auf eigene Sender umgestellt.
Empfängerseitig ist Individualempfang üblich; früher gab es auch öffentliche Lautsprecher (Beispiel: Stadtfunk Leipzig) bzw. Fernsehstuben. Auch Rundfunkempfang in Ladengeschäften ist noch immer teilweise üblich. Große Verbrauchermärkte mit zahlreichen Standorten werden dafür auch mit eigenen Telemediendiensten beschallt, meist mit Werbung für eigene Produkte und teilweise mit journalistischen Beiträgen, um die Aufmerksamkeit zu steigern. Sie gelten allerdings nicht als Rundfunk.

### Produktion
Häufig fremdproduziert sind entweder ganze Sendungen (so die Fernsehproduktion insbesondere im Unterhaltungsbereich) oder nur einzelne Beiträge (Beispiel Musikproduktionen im Hörfunk). Werden Sendungen ursprünglich über mehrere Rundfunkveranstalter verteilt, spricht man (speziell im amerikanischen Bereich) von Syndication.

## Zielrichtung
Der Zielrichtung nach zu unterscheiden sind Inlands- und Auslandsrundfunk.

### Inlandsrundfunk
Beim Inlandsrundfunk sind das Herkunftsland des Rundfunkveranstalters und das Bestimmungsland seiner Sendungen identisch. Nach dem konkreten Zielgebiet können nationaler (bundesweiter), regionaler und lokaler Rundfunk (bzw. Regional- oder Lokalfenster) unterschieden werden. Nach der programmlichen Ausrichtung lassen sich Voll- und Spartenprogramme unterscheiden (wobei umfassende Vollprogramme im Sinne früherer Jahre aufgrund der Zunahme der Programmzahl insbesondere im Hörfunk heute kaum mehr existieren). Sprachliche Besonderheiten stellen ethnische Medien oder Sendungen für Touristen dar.

### Auslandsrundfunk
Beim Auslandsrundfunk sendet ein Rundfunkveranstalter, der einem Herkunftsland zuzuordnen ist, für andere Bestimmungsländer. Der traditionelle typische Auslandsrundfunk berichtet inhaltlich über das Herkunftsland. Beim anderen Formen des Auslandsrundfunks besteht eine engere Verbindung zum Bestimmungsland; Beispiele:
- Wahl des Herkunftsgebietes nur, um ein Verbot privaten Rundfunks im Bestimmungsland zu umgehen (Peripherie-Radio, Sendungen vom Meer jenseits der Hoheitsgewässer[12])
- Aufgreifen von Themen aus dem und Einwirkung auf das Bestimmungsland (Beispiele: RFE/RL, SNA-Radio, Untergrundsender/Clandestine-Radio)
- Rundfunkveranstalter im Bestimmungsland selbst
  - für Angehörige des Bestimmungslandes (Beispiel RIAS der United States Information Agency (USIA))
  - für Angehörige des Herkunftslandes (Beispiel Soldatensender).

## Weltweite Kapazität
Die weltweite technologische Kapazität, Informationen über Rundfunk zu empfangen, ist von 432 Exabyte im Jahr 1986 auf 1,9 Zettabyte 2007 gewachsen. Dies ist der informationelle Gegenwert von 55 Tageszeitungen pro Person pro Tag (1986) und 175 Tageszeitungen pro Person pro Tag (2007).

## Sonstige Nutzung von Frequenzen
Rundfunksender müssen, um sich nicht gegenseitig zu stören, die ihnen jeweils zugeteilte Sendefrequenz mit hoher Genauigkeit einhalten. Diese Frequenzen können deshalb als Eichfrequenzen benutzt werden. Manche Hochleistungssender – insbesondere im Langwellenbereich – leiten ihre Sendefrequenz sogar von einer Atomuhr ab, um eine ultrakonstante Trägerfrequenz zu bekommen, was diese Sender zu leicht nutzbaren hochgenauen Referenzfrequenzquellen macht. Digitale terrestrische Radio- und Fernsehsender, die im Gleichwellenbetrieb laufen (SFN), müssen auch sehr genau synchronisiert werden, wobei hier oft GPS und ähnliche Dienste als Referenz herangezogen werden. Daneben können Rundfunksender auch zur Untersuchung der Ionosphäre eingesetzt werden. So misst das geophysikalische Observatorium in Collm mit Hilfe der Signalstärke von Langwellenrundfunksendern die Windgeschwindigkeit in der Hochatmosphäre.